# Spinactaletes bellingeri
Spinactaletes bellingeri är en urinsektsart som beskrevs av Soto-Adames 1988. Spinactaletes bellingeri ingår i släktet Spinactaletes och familjen Actaletidae. Inga underarter finns listade i Catalogue of Life.